# Светецот од Слатина
„Светецот од Слатина” је југословенски и македонски ТВ филм из 1975. године. Режирао га је Васил Ћортошев а сценарио је написао Бошко Смачоски.

## Улоге
| Глумац                 | Улога  |
| ---------------------- | ------ |
| Киро Ћортошев          | Стојан |
| Лиле Георгиева         |        |
| Илија Џувалековски     |        |
| Димитар Гешоски        |        |
| Мите Грозданов         |        |
| Софија Гогова          |        |
| Никола Коле Ангеловски |        |
| Ацо Јовановски         |        |